# Talamona
Talamona is een gemeente in de Italiaanse provincie Sondrio (regio Lombardije) en telt 4623 inwoners (31-12-2004). De oppervlakte bedraagt 21,2 km², de bevolkingsdichtheid is 214 inwoners per km².

## Demografie
Talamona telt ongeveer 1742 huishoudens. Het aantal inwoners steeg in de periode 1991-2001 met 5,7% volgens cijfers uit de tienjaarlijkse volkstellingen van ISTAT.
| Jaar | Inwoneraantal |
| ---- | ------------- |
| 1991 | 4261          |
| 2001 | 4506          |

## Geografie
De gemeente ligt op ongeveer 285 m boven zeeniveau.
Talamona grenst aan de volgende gemeenten: Albaredo per San Marco, Ardenno, Dazio, Forcola, Morbegno, Tartano.